# Miletina
Miletina är ett samhälle i Bosnien och Hercegovina.   Det ligger i entiteten Federationen Bosnien och Hercegovina, i den södra delen av landet, 90 km sydväst om huvudstaden Sarajevo. Miletina ligger 146 meter över havet och antalet invånare är 413.
Terrängen runt Miletina är kuperad åt sydost, men åt nordväst är den platt.Närmaste större samhälle är Ljubuški, 8,5 km väster om Miletina. 
Runt Miletina är det ganska tätbefolkat, med 93 invånare per kvadratkilometer.